# Alejandro Guerrero
Alejandro Javier Guerrero Ascencio (* enero de 1958 en Ciudad de México, México - † 4 de abril de 1997 en Guadalajara, Jalisco, México ) fue un futbolista mexicano que jugaba en las posiciones de mediocampista y defensa. Jugó para el Club Deportivo Tapatío y Club Deportivo Guadalajara.
Se formó en las fuerzas básicas del Guadalajara, fue parte del Club Deportivo Tapatío, equipo con el que logró llegar a la final de la segunda división contra el Atlético Morelia. Diego Mercado le dio la oportunidad de debutar con el primer equipo en la temporada 1981-82,
Forma parte del equipo que logra ser campeón en la temporada 1986-87. Se tuvo que retirar de manera prematura debido a que fue diagnosticado con cáncer, dejando las canchas de manera defnitiva en 1988.
Jugó un total de 106 partidos en primera división, anotando 9 goles en su carrera. Murió el 4 de abril de 1997 después de luchar durante 10 años contra el cáncer.
1. ↑  Fecha: 06-febrero-1992, Titulo:El Informador, Pais: México, Página: 13
2. ↑  Fecha: 05-abril-1997, Titulo:El Informador, Pais: México, Página:21

- Datos: Q19631411